# Mauá
Mauá is een stad in de Braziliaanse deelstaat São Paulo. De stad telt 418.216 inwoners (volkstelling 2022). Mauá is onderdeel van de agglomeratie van São Paulo.

## Aangrenzende gemeenten
De gemeente grenst aan Ferraz de Vasconcelos, Ribeirão Pires, Santo André en São Paulo.

## Geboren
- Luiz Marcelo Morais dos Reis, "Lulinha" (1990), voetballer